# Crossroads (1937)
Crossroads (xinès simplificat: 十字街頭; pinyin:  shizi jietou ). Pel·lícula sonora xinesa del 1937, d'una durada de 110 minuts. Produïda per Mingxing, amb guió i direcció de Shen Xiling i musica de He Luting.  Protagonitzada entre altres per Bai Yang i Zhao Dan. Va ser estrenada a Shanghai poc abans de l'ocupació de la ciutat pel japonesos, amb una acollida molt positiva per part de la crítica cinematogràfica.

## Estil i realització
Incorpora diversos elements narratius, estilístics i sociopolítics com la comèdia romàntica, la crítica social, la modernitat urbana, la narració melodramàtica, i el discurs periodístic i polític implícit.  Alguns crítics l'han definit com una "comèdia screwball" i l'han comparat amb el film "Street Angel" de Yuan Muzhi. També s'ha posat com exemple de pel·lícules que utilitzen com a escenari el nomenat "shikumen", on aquest espai domèstic és el motor de la història.

## Argument
La pel·lícula descriu la vida de Lao Zhao, A Tang,  Liu i Xiao Xu, quatre estudiants universitaris a l'atur, però amb   situacions molt diferents: Liu va fer tot el possible per salvar la nació del perill i va participar en la guerra antijaponesa, va estar deprimit durant un temps i va voler suïcidar-se, A Tang va viure una vida molt feliç, la seva feina era decorar aparadors de botigues,  Lao Zhao va treballar com a corrector en una oficina de premsa. Una noia, Yang Zhiying, que treballava ven una fàbrica de cotó, va arribar a Shangahi i viu en l'edifici del darrere on vivia Lao Zhao.
Crossroads comença en un moll de Shanghai, on el graduat universitari Xiao Xu està contemplant l'opció del suïcidi perquè no pot trobar feina. El seu amic Zhao l'atura i el porta de tornada al seu pis de lloguer. Ens assabentem que els quatre amics graduats estan tots sense feina. Zhao fa sermons a Xu i el dissuadeix dels pensaments de suïcidi, demanant-li que es concentri en la seva feina de traducctor. Xu li diu a Zhao que ha decidit vendre el seu títol per recaptar fons per veure la seva mare al camp. El seu altre amic A Tang es presenta amb un altre amic, Liu, per celebrar els seu aniversari.
Una graduada universitària Yang, que treballa en una fàbrica de cotó, s'envà a  Shanghai per buscar feina i lloga l'habitació al costat de la de Zhao. Mentrestant, Zhao troba feina a la premsa. Alegre, renta la roba i la penja en un pal que s'estén a l'habitació del seu veí. Yang està fent la migdiada i la roba mullada li degota el coixí humit.
La Zhao es troba amb Yang al tramvia i l'ajuda a recuperar alguna cosa que va deixar caure per la finestra. Va a la seva empresa tèxtil per trobar materials per escriure el seu reportatge periodístic i ajuda a lluitar contra un gamberro que assetja Yang. Els dos s'organitzen per trobar-se en un parc proper un parell de dies després per a la seva entrevista. Aleshores, Yang ja s'ha adonat que Zhao és l'inquilí del costat. Després de l'entrevista, Zhao fa una sèrie d'escrits titulats "la trista història de vida d'una treballadora".
Un dia, Yang finalment truca a la porta de Zhao i li revela qui és realment. Ella li diu que només està revelant aquest secret perquè marxa de Shanghai: la fàbrica on treballa fa poc ha tancat. Zhao l'atura i li diu que l'ajudarà a Shanghai. Tanmateix, després d'anar a treballar, Yang passa per un dilema i finalment decideix marxar per no suposar una càrrega econòmica per a ell. Quan l'amiga de Yang s'adona que està passant  decideix tajudar per tornar a reunir la parella.
Aleshores, Zhao ha rebut notícies que ell també ha estat acomiadat del seu treball. Ell i Tang caminen cap al moll, on es troben amb Yang i la seva amiga, que també estan sense feina. Llegien al diari que el seu amic Xu s'ha suïcidat perquè estàva a l'atur. Zhao i Tang conclouen que Xu és massa feble i que han de ser optimistes com el seu altre amic Liu per afrontar els seus camins a la vida. Quan la pel·lícula arriba al final, els quatre amics avancen un al costat de l'altre amb els braços entrellaçats, buscant un camí de futur.

## Repartiment
En el repartiment, com a detall diferencial cal constatar que els personatges principals tenen el mateix nom que els actors que els interpreten; Zhao Dao interpreta a Zhao i Bai Yang a Yang.
| Actor         | Paper                        |
| ------------- | ---------------------------- |
| Zhao Dan      | Lao Zhao                     |
| Bai Yang      | Yang Zhiying (Veïna de Zhao) |
| Lu Ban        | A Tang (Ban Lu)              |
| Ying Nin      | Núvia                        |
| Sha Meng      | Liu                          |
| Yi MIng       | Xiaoxu                       |
| Qian Qianli   | Corrector                    |
| Wu YIn        | La propietaria               |
| Chen Yiting   | Empleat d'empenyorament      |
| Feng Laocheng | Empleat carnisseria          |
| Zhao Ming     | Captaire                     |
| Yuan Xiaomei  | Fill de la propietaria       |